# Ist das Leben nicht wunderbar?
Ist das Leben nicht wunderschön? (Originaltitel: Isn’t Life Wonderful) ist ein US-amerikanischer Stummfilm in Schwarzweiß von Regisseur David Wark Griffith aus dem Jahr 1924. Griffith schrieb das Drehbuch und produzierte den Film selbst. Der Film basiert auf einer Kurzgeschichte von Geoffrey Moss. Die Hauptrollen sind mit Carol Dempster, Neil Hamilton, Erville Alderson und Helen Lowell besetzt. Seine Weltpremiere hatte der Film am 23. November 1924 in den Vereinigten Staaten. In Deutschland wurde er erstmals 1970 im Fernsehen gezeigt. 

## Handlung
Der Film spielt in Berlin und seiner Umgebung während der Inflationszeit nach dem Ersten Weltkrieg. Im Mittelpunkt steht eine polnische Flüchtlingsfamilie, die unverdrossen gegen alle Widrigkeiten der Zeit ankämpft: Man sieht die Familienmitglieder bei der Arbeit, beim Schlangestehen nach einem Pfund Fleisch für 12 Billionen Mark, beim Anbauen von Kartoffeln, beim Essen der kargen Rationen und schließlich beim Hausbau, um den beengten Wohnverhältnissen entgegenzuwirken. Und dazwischen schreitet das Liebespaar, bestehend aus dem einen Sohn und der Pflegetochter, immer wieder fröhlich dahin.

## Produktionsnotizen
Der Film nimmt im Werk des amerikanischen Regisseurs eine Sonderstellung ein: Er wurde nicht in Hollywood gedreht, sondern Griffith zog mit seinem gesamten Stab in das Berlin der Inflationszeit der Jahre 1923/24. Eine Rarität für die damalige Zeit, dass ein Spielfilm nicht im Atelier, sondern erstens am Ort des Geschehens und zweitens noch in beträchtlichem Maße unter freiem Himmel, auf Straßen, auf Feldern und im Wald aufgenommen wurde.

## Kritiken
Das Lexikon des internationalen Films nennt das Werk schlichtweg einen naiven und reichlich sentimentalen Stummfilm, merkt aber positiv an, dass er sozial engagiert sei. Der Evangelische Film-Beobachter gelangt zu einer ähnlichen Auffassung: „Anhand einer polnischen Flüchtlingsfamilie und eines von Hollywood-Schauspielern dargestellten Liebespaares wird in naivem Stil die These vorgebracht, daß die Liebe jedwede Unbill, als da sind Hunger und gestohlene Kartoffeln, überwindet. Für filmhistorisch Interessierte.“